# Октябрський (Кваркенський район)
Октя́брський (рос. Октябрьский) — селище у складі Кваркенського району Оренбурзької області, Росія.

## Населення
Населення — 289 осіб (2010; 372 у 2002).
Національний склад (станом на 2002 рік):
- росіяни — 45 %
- казахи — 28 %